# Tullängsgymnasiet
Tullängsgymnasiet (tidigare Tullängsskolan) är en gymnasieskola i Örebro samt är riksgymnasium för döva och hörselskadade. Huvudbyggnaderna ligger i ett industriområde, strax söder om stadens centrum nära Ladugårdsängen.
Länge hade skolan en tydlig profil för praktiska yrkesutbildningar, men i och med en större reform i slutet av 1990-talet vidgades utbudet. I samband med detta genomfördes en större renovering och tillbyggnad; bland annat fick gamla byggnader nya funktioner och bibliotek, scen, café och ett forum tillkom i och med den så kallade Innovabyggnaden som stod klar i början av 2000-talet.
I den nya skolan breddades korridorerna och ett nytt upplägg introducerades, där klassrummen ofta saknar dörrar och där tonvikten legat på öppna, ljusa ytor. Utformningen präglades nämligen av idéer om en pedagogik, där eleverna till stor del studerar i projekt. Detta, tillsammans med teknik, har blivit den nya profilen för skolan, även om de praktiska yrkesutbildningarna finns kvar. Man samarbetar också med NUTEK.
Tullängsgymnasiet har flera lokala inriktningar och varianter av de nationella programmen. Exempelvis har man följande inriktningar på det specialutformade programmet Teknik; autoteknik, datateknik, digital design, elektronik, industriell design, maskin, robotik och teknikhumanism. Under 2006 överfördes också det nationella programmet Teknik från Rudbecksskolan till Tullängsskolan. Gymnasieutbildningarna är uppdelade i tre sektorer; Fordon, Bygg & Hantverk samt Teknik. Förutom gymnasieutbildningarna finns döv- och särskoleinstitutioner, samt vissa KY-utbildningar.
Tullängsgymnasiet är den enda skolan i Sverige som har utbildning till asfaltsarbetare.
År 2004 fick Tullängsgymnasiet utmärkelsen Årets teknikutbildning för sitt Teknikprogram.

## Gymnasieutbildningar
- Elprogrammet - elteknik
- Energiprogrammet – VVS
- Individuella programmet (IV)
- Specialutformat program - Logistik och Handel (endast RGD/RGH)
- Specialutformat program - Bygg- och hantverksprogrammet
- Specialutformat teknikprogram - Naturvetenskap och teknik (NoT)
- Specialutformat teknikprogram - Teknik (T)
- Särskola
- Program för döva och hörselskadade
- Riksgymnasiesärskolan för döva och hörselskadade
- Fordons och Transportprogrammet